# سمور
السَّمُّور (الجمع: سَمَامِير) (الاسم العلمي: Martes zibellina) (بالإنجليزية: Sable)‏ هو نوع من الثدييات يتبع جنس الخز من فصيلة العرسيات.
يعيش في بيئات الغابات، بشكل أساسي في روسيا بدءًا من جبال الأورال وعبر سيبيريا وشرقي كازاخستان وشمالي منغوليا والصين وكوريا الشمالية والجنوبية وفي هوكايدو في اليابان. وقد امتد نطاق تواجده في البرية في الأصل عبر روسيا الأوروبية وحتى بولندا وإسكندنافيا. تاريخيًا، كان يُصطاد للحصول على فروه عالي القيمة، والذي لا يزال سلعة كمالية إلى يومنا هذا. وعلى الرغم من أن صيد الحيوانات البرية لا يزال منتشرًا في روسيا، إلا أن معظم الفرو الموجود في الأسواق الآن مستزرع للأغراض التجارية.[بحاجة لمصدر]

## الوصف
يبلغ طول جسم الذكر 38 - 56 سنتيمترًا، كما يبلغ طول الذيل 9 - 12 سنتيمترًا، ويبلغ وزنه 880 - 1800 جرام ويبلغ طول جسم الأنثى 35 - 51 سنتيمترًا، كما يبلغ طول الذيل 7.2 - 11.5 سنتيمترًا. والفرو الشتوي أطول وأكثر فخامة من الفرو الصيفي الذي يكسو جسمه. ويظهر التنوع الجغرافي للأنواع الفرعية المختلفة من خلال لون الفرو: فتتراوح ألوان الفرو من البني الفاتح إلى البني الغامق، كما أن اللون الواحد للفرو يكون أفتح عند منطقة البطن وأغمق عند الظهر والأرجل. ويتميز السمور الياباني (والمعروف محليًا باسم クロテン أو kuroten) على وجه الخصوص بلون أسود على الأرجل والأقدام. كما تظهر لدى أفراد السمور هذه رقعة من الفرو فاتحة اللون عند منطقة الحلق، وقد تكون هذه الرقعة رمادية أو بيضاء أو صفراء باهتة. ويكون فرو هذا النوع من السمور أكثر نعومة من فرو الخز الأميركي. ويشبه السمور خز الصنوبر كثيرًا في شكل حجم الجسم، إلا أن رأسه أكثر استطالة وأذنيه أطول وذيله أقصر بشكل يتناسب مع جسمه. كما أن جمجمته تشبه جمجمة خز الصنوبر، إلا أنها أكبر وأقوى وقوس الوجنية أكثر تقوسًا.

## وصلات خارجية
- Martes zibellina on U. M. Animal Diversity Web